# Parafia św. Józefa w Morągu
Parafia św. Józefa w Morągu – rzymskokatolicka parafia położona w diecezji elbląskiej, w Dekanacie Morąg. Kościół parafialny Świętych Apostołów Piotra i Pawła został wybudowany w latach 1303–1331 w stylu gotyckim, przebudowany w XVI wieku. 